# 山浦麻葉
山浦 麻葉（やまうら まよ、1984年4月9日 - ）は、長野県北佐久郡御代田町出身の日本の女性カーリング選手で、社団法人日本カーリング協会(JCA)の強化指定選手。身長164cm。体重61kg。御代田町役場勤務。

## 来歴

### ジュニア時代
- 中学1年生のときにカーリングを始め、長野県カーリング協会 に所属。
- ジュニア時代はチーム「brave（ブレーヴ）」のスキップを務める。その後、「brave」時代のチームメイトである松村選手と「GALLOP（ギャロップ）」を結成、同じくスキップを務める。
- 「GALLOP（ギャロップ）」結成初年度（1999年）、第5回関東中部カーリング選手権大会に出場。最終順位は2位。優勝チームは「PicTic（現・「チーム長野」）」であった。
- 長野高専を経て群馬大学工学部建設工学科に編入。

### 2005年
- 1月、信州大学の女子チーム「チーム岩崎（=「ブルペン☆girl」）」を率いて 第13回日本ジュニアカーリング選手権 に出場。最終順位は2位。なお、優勝した「チーム掛川（=「Wish」）」には現・「GALLOP（ギャロップ）」の松村綾音が在籍していた。
- 2月、第22回日本カーリング選手権（女子の部）に出場。最終順位は6位。

### 2006年
- 2月、第12回関東中部選手権 に出場。最終順位は4位。第23回日本カーリング選手権出場権獲得はならなかったが、同選手権の試合会場には「チーム軽井沢（=「軽井沢JOY」）」のコーチとして帯同した[2]。
- 1月～2月、軽井沢国際カーリング選手権大会2006に地元推薦チームとして出場。
- 5月、小野寺歩、林弓枝の両名が離脱したチーム青森に新メンバーとして加入[3]。同チームのセカンドに就任。
- 11月、第16回パシフィックカーリング選手権 出場。最終順位は3位。

### 2007年
- 1月、冬季ユニバーシアードトリノ大会カーリング競技 出場。最終順位は3位[4]。
- 1～2月、軽井沢国際カーリング選手権大会2007出場。最終順位は3位[5]。
- 2月、第24回日本カーリング選手権 優勝。
- 3月、群馬大学卒業。東奥日報社入社。
- 3月、第29回世界女子カーリング選手権大会 出場。最終順位は8位（タイ）[6]。
- 11月、第17回パシフィックカーリング選手権 出場。最終順位は2位。 なお予選リーグ終了時の成績が中国チームと同一であったため、両チーム各4人がストーンを投げ、ハウスの中心までの距離を合計した結果を競う「チームドロー」が行われた[7]。その結果、予選リーグ2位となった日本チーム（=「チーム青森」）は、大会ルールにより[8] 同3位の韓国チームと世界選手権出場チーム決定戦を行い、これに勝利。日本女子チームの第30回世界女子カーリング選手権（2008年開催）への出場権を獲得した[9]。

### 2008年
- 2月、第25回日本カーリング選手権 優勝。同年3月に開催される第30回世界女子カーリング選手権の日本代表権を獲得した[10]。
- 2月、軽井沢国際カーリング選手権大会2008準優勝[11]。
- 3月、第30回世界女子カーリング選手権 出場。最終順位は4位[12]。

### 2010年
- 2月、バンクーバーオリンピック日本代表選手メンバー入り。初戦からリザーブとしてダッグアウトに入っていたが、2月21日のロシア戦、第7エンドから石崎琴美と交代で途中出場。日本の逆転勝利に貢献する活躍を見せた。
- 7月、所属を東奥日報社から青森市の医療法人・三良会に変更[13]。公式ブログにて、チーム青森の一員として2014年ソチオリンピックへの出場を目指すことを表明した。

### 2013年
- 5月1日、チーム青森を離脱することが判明[14]。

## チーム

### 4人制女子
| シーズン | スキップ   | サード     | セカンド   | リード   | リザーブ   | 主な大会                     |
| -------- | ---------- | ---------- | ---------- | -------- | ---------- | ---------------------------- |
| 2002–03  | 土屋美喜子 | 山浦麻葉   | 土屋志保   | 土屋仁美 | 沢井禎子   | JCC 2003                     |
| 2004–05  | 山浦麻葉   | 松村綾音   | 清水絵美   | 丸山真澄 | 菱田優子   | JCC 2005                     |
| 2005–06  | 山浦麻葉   | 松村綾音   | 丸山真澄   | 菱田優子 |            | KICC 2006                    |
| 2006-07  | 目黒萌絵   | 本橋麻里   | 山浦麻葉   | 寺田桜子 | 余湖明日香 | JCC 2007                     |
| 2007-08  | 目黒萌絵   | 本橋麻里   | 山浦麻葉   | 石崎琴美 | 近江谷杏菜 | PCC 2007, WWCC 2008          |
| 2008-09  | 目黒萌絵   | 本橋麻里   | 山浦麻葉   | 石崎琴美 | 近江谷杏菜 | PCC 2008                     |
| 2009-10  | 目黒萌絵   | 近江谷杏菜 | 本橋麻里   | 石崎琴美 | 山浦麻葉   | PCC 2009, OG 2010, WWCC 2010 |
| 2010–11  | 山浦麻葉   | 青田しのぶ | 近江谷杏菜 | 石崎琴美 | 齋藤菜月   | PCC 2010                     |
| 2010–11  | 青田しのぶ | 山浦麻葉   | 近江谷杏菜 | 石崎琴美 |            | JCC 2011                     |
| 2011–12  | 青田しのぶ | 山浦麻葉   | 近江谷杏菜 | 石崎琴美 | 桜田朱恵李 | JCC 2012                     |
| 2012–13  | 青田しのぶ | 近江谷杏菜 | 齋藤菜月   | 石崎琴美 | 山浦麻葉   | PACC代表決定戦               |

## 主な成績
2003年
- 第11回日本ジュニアカーリング選手権：6位
- 第20回日本カーリング選手権：5位（軽井沢JOY）

2004年
- 第12回日本ジュニアカーリング選手権：3位（brave）
- 北海道学生カーリング選手権：優勝

2005年
- 第13回日本ジュニアカーリング選手権：2位（チーム岩崎）
- 第22回日本カーリング選手権：6位（チーム軽井沢）

2006年
- 軽井沢国際カーリング選手権大会2006：5位
- 第2回本州学生カーリング大会 - ウェイバックマシン（2015年6月1日アーカイブ分）：優勝（SCKC）
- 第16回パシフィックカーリング選手権： 3位
- 世界女子カーリング選手権代表選考会： 「チーム長野」に勝利、代表内定（チーム青森）

2007年
- 2007年冬季ユニバーシアードトリノ大会： 3位
- 軽井沢国際カーリング選手権大会2007： 3位
- 第24回日本カーリング選手権： 優勝（チーム青森）
- 第29回世界女子カーリング選手権： 8位
- 第17回パシフィックカーリング選手権： 2位

2008年
- 第25回日本カーリング選手権： 優勝 （チーム青森）
- 軽井沢国際カーリング選手権大会2006：準優勝
- 第30回世界女子カーリング選手権： 4位

2010年
- 2010年バンクーバー冬季オリンピック：8位
- 第27回日本カーリング選手権： 優勝 （チーム青森）
- 第32回世界女子カーリング選手権： 11位
- 第20回パシフィックカーリング選手権： 3位

2011年
- 第28回日本カーリング選手権 準優勝 （チーム青森）

2012年
- 第29回日本カーリング選手権 3位 （チーム青森）

## 出演

### CM
- SUNTORY BOSS贅沢微糖（2010年）